# Onconotus
Tribu
Genre
Onconotus est un genre de sauterelles de la famille des Tettigoniidae, le seul de la tribu des Onconotini.

## Distribution
Les espèces de ce genre se rencontrent en Europe orientale et en Asie occidentale. 

## Liste des espèces
Selon Orthoptera Species File (29 mars 2010) :
- Onconotus laxmanni (Pallas, 1771)
- Onconotus marginatus (Fabricius, 1798)
- Onconotus servillei Fischer von Waldheim, 1846

## Publications originales
- Tribu des Onconotini :
  - Tarbinsky, 1932 : « A contribution to our knowledge of the Orthopterous insects of U.S.S.R. ». Bulletin of the Leningrad Institute for Controlling Farm and Forest Pests, vol. 2, p. 181-205.
- Genre Onconotus :
  - Fischer von Waldheim, 1839 : « Locustarum quaedam genera aptera novo examini submissa ». Bulletin de la Société impériale des Naturalistes de Moscou, vol. 12, n. 3, p. 99-114.